# Lærlingeindvielse
Lærlingeindvielse er en tradition i håndværkervirksomheder,hvor nyansatte lærlinge udsættes for diverse "prøver" eller udfordringer, ofte centreret om særlige forhold indenfor det enkelte håndværksfag. Såfremt lærlingen i uvidenhed dummer sig, idømmes en passende bod. Det gælder enhver, hvad enten man bliver bedt om at give en indkitningsbajer, en omgang blødt brød til kaffen, eller hvad det mon kan være.

## Forskellige håndværkstraditioner
Således også når en lærling, en "dreng" begynder på et værksted. Smedene har deres skikke, skomagerne og træsmedene deres, og så fremdeles. Smedene har traditionelt haft morskab af at "syne" en dreng; dvs. de knappede hans bukser op og trak hans kønsorganer frem, og gjorde han modstand, blev han "mønjet", fik organet smurt ind i mønje, et giftigt rødt blyholdigt farvestof. 
En smedelærling kunne også ved fyraften blive bedt om at skrue hornet af ambolten.

## Smedens esse
Over essen i en smedje sidder et røgfang, der leder røgen ud i det fri. Sådan et røgfang kunne være godt sodet til, og når den nye lærling skulle mobbes, blev han af ældstelærlingen bedt om at træde op på essen og 'justere et spjæld' inde i røghætten. 
Der var ikke noget spjæld, men medens han rodede rundt oppe i mørket, fandt de andre på værkstedet de store hamre frem og tæskede løs på hætten så sod og møg drysede ned over den arme dreng.

## Skomagerens begprøve
En nybagt skomagerlærling kunne udsættes for begprøve, dvs. at han skulle trække et par tunge skolæster ind på værkstedet ved hjælp af et begtråd lagt rundt om nakken.

## Snedkerlærlingens støbning
Hos snedkerne brugtes "støbning", hvilket vil sige, at drengen får smurt varm lim på den bare ryg og muligvis også på kønsorganerne. Så sent som i slutningen af halvtredserne var der en retssag herom i Odense.

## Godmodige drillerier
Langt det mest almindelige er dog mere godmodige former for drilleri, hvor lærlingen blot bliver udsat for uskyldigheder som fupærinder, dvs. at hente værktøj, der ikke eksisterer, noget enhver nybegynder må være forberedt på at blive udsat for, uden tvivl for at han med det samme skal vide, at han er nul og nix i forhold til de øvrige på værkstedet.
Blandt bådebyggere kan man efter sigende sende en lærling efter en kølsvinsnøgle. Det har været brugt på bådeværftet i Frederikssund, har en kilde fortalt, bådebygger Helge Askholm.
Man har været udsat for at skulle hente en forlængersav på et andet værksted; andre er måske blevet sendt af sted efter pålægshøvl, træstrækker, det svenske (amerikanske, franske) evt. forniklede øjemål – naturligvis helst med messinggevind – eller et lignende stykke drilleværktøj, der kun bliver brugt for at vise, hvor uerfaren lærlingen er og for at holde ham på den underordnede plads, han har at indtage, indtil han får tilegnet sig mere viden om faget og dets hemmeligheder. Ligeledes kan han sendes i byen efter pebernøddetræ eller en anden fantasifuld træsort. En pose kørnerprikker og en dåse knofedt er ligeledes klassikere.

## At gennemskue drillerierne kunne være farligt
At det – i hvert fald førhen – var farligt at gennemskue drillerierne, påpeger Henning Henningsen i "Behøvling og Hønsning", og nævner et eksempel på, at en dreng, der kom tilbage med en æske hestepærer efter at være blevet sendt i byen efter "8-kantet rundjern", fik smurt indholdet af æsken i hovedet.
Den egentlige årsag til drillerierne er nok så alvorlig. Førhen havde svendene revselsesret over drengene, der på det nærmeste blev betegnet som livegne slaver. Først ved svendeindvielsen (behøvling) opnåede de status af (ligestillede) mennesker.
I dag er forholdene trods alt anderledes, og de fleste drillerier udføres kun for spøg.

## Ekstern Henvisning
- Henningsen, Henning: Behøvling og Hønsning, 1960.
- http://www.baskholm.dk/haandbog/haandbog.html Arkiveret 16. september 2008 hos  Wayback Machine